# Cunctochrysa bellifontensis
Cunctochrysa bellifontensis är en insektsart som beskrevs av Pierre Leraut 1988. Cunctochrysa bellifontensis ingår i släktet Cunctochrysa och familjen guldögonsländor. Inga underarter finns listade i Catalogue of Life.